# Bijesnici

Bijesnici, Enražisti, (francuski: Les Enragés) su bili grupacija agitatora unutar jakobinaca poznati po zastupanju zahtijevanja radničke klase i radikalnih sankilota za vrijeme Francuske revolucije. Igrali su ključnu ulogu u ekspulziji žirondinaca iz Narodne skupštine, čime su osigurali vlast montanjara, tj. jakobinaca i kordeljera grupacije Planina.
Bijesnici su dobili ime po svojoj kritičkoj retorici Narodne skupštine prema potrebama siromaštva. Jacques Roux, Jean-François Varlet, Jean Théophile Victor Leclerc i Claire Lacombe, vođe Bijesnika, javno su isticali nezadovoljstvo nesposobnošću Narodne skupštine da provede ranija obečanja Francuske revolucije.

## Zahtijevanja
Jacques Roux je 1793. godine održao govor u Narodnoj skupštini poznat kao Manifesto bijesnika (francuski: Le Manifeste des Enragés) u kojem su iskazana njihova glavna zahtijevanja. Tvrdio je da su sloboda i jednakost postali samo "uzaludni bauci" pošto su bogati profitirali na Francuskoj revoluciji nauštrb siromašnih. Predlagao je mjere kontrola cijena kao rješenje, tvrdeći: "Dobra potrebna za sve bi trebala biti cijene dostupne za sve". Također je tražio oštro kažnjavanje onih koji su sudjelovali u stvaranju ekonomskih monopola. Tražio je od Narodne skupštine da žustro reagira na kontrarevolucionarne aktivnosti.

## Formacija Bijesnika
Bijesnici su formirani kao reakcija na nevoljkost jakobinaca da obuzdaju kapitalističku buržoaziju. Mnogi su se Parižani bojali da Narodna skupština štiti kriminalna djelovanja trgovaca nauštrb sankilota. Bijesnici su, iako nisu bili kohezivno tijelo, nudili osiromašenoj radničkoj klasi platformu za izražavanje nezadovoljstva. Njezino se nezadovoljstvo kroz Bijesnike često manifestiralo u obliku demonstracija, pobuna i plamenih govora.
Jacques Roux i Jean-Francois Varlet su ohrabrili pariško siromaštvo da jakobincima pristupi sa svojim zahtjevima te da ih nagovori na uspostavu kontrole cijena na osnovna dobra. Bijesnici su postavili i dvije predstavnice u Narodnoj skupštini da zastupaju njihov pokret. No, Narodna im skupština nije dopustila da zauzmu te pozicije, pošto je očekivano da samo muškarci mogu voditi uloge od političkog značaja u Republici. Takvo postupanje Narodne skupštine je izazvalo ljutnju stanovništva Pariza, i neki su je čak optužili da služi kao štit trgovačke elite. Daljnji pokušaji Bijesnika da se izjasne u Narodnoj skupštini su bili neuspješni. Odlučni u želji da ih se čuje, odgovorili su pobunom javnosti. Opljačkali su zemljišta bogate trgovačke elite, koristeći direktnu akciju kao alat zadovoljavanja potreba naroda. Bijesnici su poznati po korištenju legalnih i ilegalnih metoda kako bi postigli svoje ciljeve.
Bijesnike su činili članovi Narodne skupštine i sankiloti. Naglašavali su nedostupnost osnovnih dobara, posebno kruha. U svojem Manifestu bijesnika, Jacques Roux je Narodnoj skupštini izrazio i neposredne učinke rata nad udovicama i siročadi: "Zar je potrebno da udovice onih koji su poginuli za slobodu plate, po cijeni zlata, pamuk koji trebaju da obrišu svoje suze, te mlijeko i med koji trebaju njihovoj djeci?".
Optužili su trgovačku aristokraciju da namjerno zadržavaju pristup namirnicama i osnovnim dobrima kako bi dizali cijene. Bijesnici su takve aktivnosti prozvali kontrarevolucionarnim, urotom protiv interesa naroda. Isto su smatrali za simpatizere nedavno smaknutog kralja Luja XVI. Smatrali su da bi oni koji podržavaju ponovnu uspostavu monarhije ujedno i podržavali trgovce koji svojataju ključne resurse. Bijesnici su bili istaknuti protivnici žirondinaca, koji su svojevremeno tražili pomilovanje Luja XVI., kralja Francuske. Bijesnici su htjeli naglasiti Narodnoj skupštini da tiranija nije samo produkt monarhije, te da nepravda i opresija nisu završili s giljotiniranjem kralja. Smatrali su da se opresija javlja kada god jedan sloj društva pokušava monopolizirati većinu resursa, dokle istovremeno ne dopušta drugima pristup istim resursima.
Bijesnici su tražili od Narodne skupštine da ograniči trgovinu kako nebi "uništila, dovela u beznađe, ili izgladnila građane". Iako su se Bijesnici ponekada borili za svoje ciljeve unutar postoječih struktura vlasti, glavni cilj im je bila društvena i ekonomska reforma. Bili su grupa osnovana na direktnoj akciji, pokušavajući osigurati sve potrebe siromaštva.

## Žene u Bijesnicima
Jean-Francois Varlet je bio svjestan velikog utjecaja žena u društvu, pogotovo Francuskoj revoluciji. Jean-Francois Varlet je oformio Bijesnike tako što je provocirao i motivirao siromašne žene radničke klase. Bijesnici su često postavljali žene kao zastupnike i govornike pokreta u Narodnoj skupštini. Revolucionarne proto-feministkinje su držale ključne pozicije u Bijesnicima, uključujući Claire Lacombe i Pauline Léon. Proto-feministkinje Francuske revolucije se smatraju kao uzor feminističkih pokreta ranog 19. stoljeća.

## Istaknuti vođe
Jacques Roux
Jacques Roux, katolički svećenik, bio je vođa Bijesnika. Roux je podržavao zahtijevanja narodnih masa i uspostavu prve Francuske republike. Sudjelovao je u seljačkim pokretima. Roux je tvrdio: "Spreman sam posvetiti i posljednju kap moje krvi Revoluciji koja je već promijenila sudbinu ljudskog roda tako što je ljude učinila međusobno jednakima, kao što su svi za svu vječnost pred očima Boga". Roux je vidio nasilje kao ključ uspjeha Francuske revolucije, te je čak bio onaj koji je kralja Luja XVI. otpratio do giljotine na dan njegova smaknuća.
Jean Varlet
Jean Varlet, još jedan vođa Bijesnika, igrao je ključnu ulogu u rušenju monarhije i uspostave republike. Varlet nije polagao puno povjerenja u reprezentativnu demokraciju, te je zastupao direktnu demokraciju, te je zastupao i univerzalno pravo glasa. Htio je zaustaviti bogatu trgovačku elitu u svojim ambicijama da nakupljaju bogatstvo, te je tražio nacionalizaciju svih dobara podvrgnutih takvom tretmanu.
Théophile Leclerc
Stekao je slavu u Parizu nakon govora u kojem je napao Luja XVI. pred Jakobincima. Nakon što se preselio u Lyon, oženio je Pauline Léon, revolucionarku. Tražio je smaknuće žirondinaca nakon insurekcije 2. lipnja.
Claire Lacombe
Osnovala je Društvo revolucionarnih žena republikanki. Lacombe je poznata po svojoj nasilnoj retorici i akcijama. 26. svibnja 1793., Lacombe je skoro na smrt izbičevala žirondinku, Théroigne de Méricourt. Ubila bi je da Jean-Paul Marat nije intervenirao.